# إمبراطورية تشارلز الخامس
شملت إمبراطورية تشارلز الخامس الإمبراطورية الرومانية المقدسة والإمبراطورية الإسبانية والبلدان المنخفضة البورغوندية والأراضي النمساوية وجميع الأراضي والمقاطعات التي حكمها تشارلز الخامس ملك هابسبورغ باتحاد شخصي من 1519 إلى 1556، فعُرفت أيضًا باسمها الشامل «إمبراطورية هابسبورغ»، ووصفت «بالإمبراطورية التي لا تغيب عنها الشمس». كان الملك تشارلز الخامس القاسم المشترك بين أراضي الإمبراطورية، في حين ظلت حدودها ومؤسساتها وقوانينها منفصلة ومستقلة. كان تشارلز الخامس (أيضًا كارل الخامس وكارولس الخامس) اللقب المميز لتشارلز بصفته إمبراطور روماني مقدس، وكان معروفًا في وقت سابق من حياته باسم تشارلز الغنتي (نسبة إلى مسقط رأسه في فلاندرز)، وتشارلز الثاني دوق بورغوندي، وتشارلز الأول ملك إسبانيا (كارلوس الأول) وأرشيدوق النمسا (كارل الأول). انتشر الاسم الإمبراطوري بسبب السيادة السياسية والدينية التي كانت تحظى بها الإمبراطورية الرومانية المقدسة بين الممالك الأوروبية منذ العصور الوسطى، والتي كان تشارلز الخامس يعتزم الحفاظ عليها كجزء من مخططه (الذي فشل في النهاية) لتوحيد العالم المسيحي تحت قيادته.

## المخطط الإمبراطوري والإصلاح

### تتويجٌ في آخن
كانت السيادة على العالم المسيحي بأسره من صلب الأيديولوجية التقليدية للإمبراطورية الرومانية المقدسة. ومع ذلك، لم يُنفذ هذا الادعاء النظري على أرض الواقع. أعاد رجل الدولة الإيطالي ميركورينو غاتينارا، المستشار البيدمونتي لمارغريت النمساوية دوقة سافوي، المعروف بتقديره لأطروحة دانتي أليغيري السياسية دي موناركيا (حول الملكية)، طرح فكرة القرون الوسطى، فكتب إلى الإمبراطور:
«مولاي، كان الله رحيمًا بك كثيرًا: رفعك إلى مقام يسمو فوق جميع ملوك العالم المسيحي وأمراءه وإلى سلطة لم يتمتع بها أي ملك منذ سلفك كارل الكبير. وضعك على درب الملكية الشمولية في سبيل توحيد العالم المسيحي بأسره تحت راع واحد».
اعتمد تشارلز الخامس هذا المخطط وعيّن غاتينارا كبير مستشاري الإمبراطورية. نظرًا لأن ثروات أسرته الحاكمة منحته السيادة على معظم أوروبا الغربية والأمريكيتين، اعتقد الإمبراطور أن مهمته الإلهية تقوم على تحويل حلم القرون الوسطى إلى حقيقة.
عاد إلى البلدان المنخفضة عام 1520 عن طريق إنجلترا، وخلّف وراءه واقعًا مضطربًا في إسبانيا، حيث اندلعت ثورة المجتمعات في قشتالة وتمرد الإخوان في أراغون بين الطبقات الدنيا للاعتراض على حكم هابسبورغ. في اجتماعين مع هنري الثامن ملك إنجلترا، الأول في كانتربري والثاني في غرافلين، أثناه تشارلز عن الانضمام إلى تحالف مناهض للإمبراطورية اقترحه فرانسيس الأول ملك فرنسا في ميدان قماشة الذهب. بعد إقامة مراسم الانتخاب الاحتفالية في قصر كودينبرغ، اجتاز تشارلز نهر الراين ووصل إلى ألمانيا للمرة الأولى.
تُوج تشارلز الخامس في 26 أكتوبر 1520 ملكًا على ألمانيا في كنيسة بالاتين بكاتدرائية آخن وأدى قسمه إمبراطورًا رومانيًا مقدسًا. اعتلى عرش شارلمان ممسكًا بالشارات الإمبراطورية، وتحديدًا الكرة حاملة الصليب في يمينه والصولجان الكارولنجي في يساره، وتعهد بالدفاع عن الإمبراطورية وتوسيعها، وإقامة العدل، والالتزام بالإيمان الروماني الكاثوليكي، وأصبح حامي الكنيسة. دعا في وقت لاحق إلى الاجتماع العام الأول في عهده للأمراء الألمان، على أن يُعقد في يناير 1521 في برلمان فورمس الإمبراطوري.

### «الإمبراطورية التي لا تغيب عنها الشمس»
تلقى تشارلز الخامس بعد توليه مهام الإمبراطور الروماني المقدس في ألمانيا، رسالة من الغازي إرنان كورتيس أبلغه فيها عن الغزو الإسباني الحالي للمكسيك باستفاضة، بما في ذلك اكتشاف تينوتشيتلان ووفاة حاكمها مونتيزوما خلال ثورة محلية، وجرى تداول الرسالة على نطاق واسع وأصبحت أساس المعرفة الأوروبية لإمبراطورية الأزتك. بضمها مع رحلة ماجلان المعاصرة حول الكرة الأرضية وفكرة بناء قناة برزخية أمريكية في بنما (كان أول اقتراح لتلك الفكرة، لكنها لم تُنفذ)، أقنعت جدوى ذلك الإمبراطور بمهمته الإلهية المتمثلة في توحيد العالم بكونه حاكم العالم المسيحي. ادعى كورتيس في رسالته أنه أضاف إلى الإمبراطورية العديد من الولايات مثل أسلاف تشارلز البورغونديين، والإسبان، والنمساويين، ووصف المكسيك بأنها «لا تقل قيمة عن ألمانيا لتستدعي توليك لقب الإمبراطور مجددًا، لقبٌ تملكه جلالتك المقدسة أساسًا بفضل من الله».
أقر تشارلز الخامس على الغزو الإسباني للمكسيك، وأشرف أيضًا على بداية الغزو الإسباني لبيرو وعلى إنشاء مستعمرة ألمانية في فنزويلا (فينيس الصغرى، 1528 - 1546). اعتبر الأمريكيتان أرضًا للتبشير، والأهم من ذلك، مصدرًا لكميات هائلة من السبائك التي تدعم الخزانة الإمبراطورية. قال الغازي بيرنال دياز ديل كاستيلو أيضًا موضحًا: «جئنا لخدمة الله وجلالة الإمبراطور، جئنا لإعطاء النور للقابعين في الظلام، ولنيل تلك الثروة التي ينشدها معظم البشر». سُكت المعادن الثمينة والكنوز القادمة من المستعمرات على شكل عملات معدنية في إسبانيا، فساهمت عرضًا في فترة التضخم المعروفة «بثورة الأسعار الإسبانية»، ثم حُولت إلى المراكز المالية في البلدان المنخفضة من أجل سداد ديون تشارلز المتعاقد عليها مع الهيئات المحلية للمصرفيين الألمان والإيطاليين. دعمت هذه الموارد حروب الإمبراطورية الرومانية المقدسة وساعدت على استمرارها وصنعت ثروات جنوة وأوغسبورغ (مقر أهم البنوك في ذلك الوقت)، وكاسا دي لا مونيدا (بيت المال) في إشبيلية، ومدينة أنتويرب الساحلية الفلمنكية، التي أصبحت مركز الاقتصاد الدولي بأكمله. خلال فترة حكم تشارلز، وصل أكثر من 15 مليون دينار أفرنتي من السبائك إلى الخزانة الإمبراطورية، لكن التضخم المتزايد أثر على تكلفة الاقتراض التي نمت من 17% إلى 48%. تختلف التقديرات المتعلقة بالعائدات المالية لممتلكات تشارلز الأوروبية بشكل كبير، حتى أن بعض المؤلفين يزعمون أن الإيرادات المالية في القرن السادس عشر للبلدان المنخفضة وحدها كانت تعادل سبعة أضعاف كمية الموارد التي جُمعت في الأمريكيتين.
سمح هذا النظام المالي لتشارلز الخامس بالحفاظ على جيش إمبراطوري ضخم من الجنود المرتزقة الألمان (الجزء الأكبر من الجيش) ووحدة الجيش الإسبانية الثالثة والفرسان البورغونديين والكوندوتيرو الإيطاليين. كانت إمبراطورية تشارلز الخامس الشاملة، التي أطلق عليها الشعراء اسم «الإمبراطورية التي لا تغيب عنها الشمس»، ذات طابع أممي أيضًا: كان الإمبراطور ملكًا طوافًا وكان البلاط الإمبراطوري المتنقل مفتوحًا للرجال القادمين من جميع مناطق نفوذ سلالة هابسبورغ. لذلك، كان من بين مستشاري تشارلز وجنرالاته ألمانٌ (هنري الثالث كونت ناسو، فريدريك الثاني أمير بالاتين، ألبرت ألسيبياديس، مرغريف براندنبورغ- كولمباخ، جون مرغريف برانديبورغ، موريس ناخب ساكسونيا، جورج فون فروندسبيرغ)، وإسبان (هوغو مونكادا، فرناندو ألفاريز دي توليدو، أنتونيو دي غيفارا، فرانسيسكو دي لوس كوبوس، ألفونسو دي فالديس)، وإيطاليون (ميركورينو دي غاتينارا، وإيمانويل فيليبرت، ودوق سافوي، وفرانشيسكو دافالوس، وماركيز فاستو، وأندريا دوريا، وفيرانتي جونزاغا)، وفلمنكيون (تشارلز دي لانوي، فيليبير شالون، أدريان أوتريخت، ويليام دي كروي، نيكولاس بيرينو دي غرانفيل، ويليام الصامت). من ناحية أخرى، شكلت مناطق نفوذ تشارلز «إمبراطوريةً بلا مركز» أو «إمبراطورية مختلطة» ذات مراكز متعددة، تشكو من عدم وجود حاضرة وعاصمة في عصر تميز بظهور ممالك وطنية أكثر مركزية مثل فرنسا وانجلترا.

### برلمان فورمس
لاقت حركة الإصلاح في برلمان فورمس اهتمام تشارلز الخامس الإمبراطوري. تلقى مارتن لوثر دعوة إلى البرلمان لإيضاح مواقفه اللاهوتية ووعده الإمبراطور بعدم التعرض له إثر ذلك. اعتمد تشارلز الخامس على الوحدة الدينية ليحكم ممالكه المختلفة، فكانت خلاف ذلك موحدة باتحاد شخصي منه فقط، وحسم قراره القائل بأن تعاليم لوثر تمثل هرطقة تخل بالاستقرار. بعد دفاع لوثر عن «القضايا الخمس والتسعين» وكتاباته أمام تشارلز الخامس، علق الإمبراطور قائلًا: «لن يجعل مني هذا الناسك زنديقًا إطلاقًا!». وبتأثير من المندوب البابوي غيرولامو ألياندرو، حظر تشارلز الخامس لوثر وأصدر مرسوم فورمس (26 مايو 1521)، وألقى تصريحًا لا يعكس فكره في هذه المسألة فقط بل رؤيته العالمية عمومًا:
«أنت تعلم أن أسلافي كانوا أكثر أباطرة الأمة الألمانية العظمى وملوك إسبانيا الكاثوليك والنبلاء حاكمي النمسا وبورغوندي، تدينًا وإيمانًا بالمسيحية، كانوا جميعًا أبناء مخلصين للكنيسة الرومانية حتى الموت... لذلك أنا عازم على تخليد كل ما أسسه أسلافي حتى الوقت الحاضر... وسأستخدم جميع مناطق نفوذي وممتلكاتي وأصدقائي وجسدي ودمي وحياتي وروحي لتحقيق ذلك. ستكون وصمة عار عليك وعلى نفسي، على أمة ألمانيا اللامعة والشهيرة، السامية في حماية العقيدة الكاثوليكية والدفاع عنها، إذا عاد انحطاط الدين المسيحي والهرطقة، أو حتى مجرد الشك فيها، إلى قلوب الرجال في زماننا، ولكان عارًا أبديًا علينا».
ومع ذلك، حافظ تشارلز الخامس على كلمته وأعطى مارتن لوثر حرية مغادرة المدينة استنادًا إلى حكم عدم التعرض الإمبراطوري. لكن فريدريك الحكيم، ناخب ساكسونيا وراعي الإصلاح، أعرب عن أسفه على نتائج البرلمان. اختطف رجال فريدريك لوثر على طريق العودة من فورمس وأخفوه في قلعة بعيدة في فارتبورغ. بدأ هناك العمل على ترجمته الألمانية للكتاب المقدس. انضم العديد من الأمراء، العازمين على حيازة موارد وأراضي الكنيسة الكاثوليكية في ألمانيا، إلى الحركة اللوثرية. ظهرت طائفة دينية جديدة، لكن تشارلز الخامس كان في البداية غير مدرك لانتشارها لأنه وجه معظم اهتمامه إلى الحروب الإيطالية ضد فرنسا.